# Råsunda IP
Råsunda IP – nieistniejący już wielofunkcyjny stadion w Solnie, na przedmieściach Sztokholmu, w Szwecji. Został otwarty 18 września 1910 roku, w latach 30. XX wieku w jego miejscu powstał nowy Råsundastadion. Obiekt mógł pomieścić 12 000 widzów.
5 września 1909 roku szwedzka federacja piłkarska za kwotę 37 tys. koron kupiła 22 tys. m² terenu w nowo tworzącym się osiedlu Råsunda na przedmieściach Sztokholmu. Na zakupionym terenie wybudowano stadion, otwarty 18 września 1910 roku przy udziale księcia Gustawa VI Adolfa. Nowy stadion posiadał bieżnię lekkoatletyczną i mógł pomieścić 12 000 widzów (2000 na trybunie głównej). Na obiekcie często grywała piłkarska reprezentacja Szwecji, w latach 1910–1912 (do czasu otwarcia Stadionu Olimpijskiego) swoje spotkania rozgrywali na nim również piłkarze klubu AIK. Podczas Letnich Igrzysk Olimpijskich 1912 na stadionie rozegrano część spotkań turnieju piłki nożnej. W latach 30. XX wieku stadion został zamknięty, a w jego miejscu wybudowano nowy Råsundastadion, oddany do użytku 17 maja 1937 roku.